# Giuseppe Rimbotti
Giuseppe Rimbotti (Milano, 23 ottobre 1915 – Pozzo della Chiana, 28 luglio 2000) è stato un militare, partigiano e giornalista italiano, medaglia d'oro al valor militare.

## Biografia
Al momento dell'armistizio, come tenente dell'81º Reggimento fanteria "Torino", era al comando di una sezione della Compagnia mortai reggimentale, distaccata in località Prevallo, nei pressi di Trieste. Mentre cercava di raggiungere il proprio reparto, impegnato contro i tedeschi, si scontrò con un gruppo di militari germanici che pretendevano di disarmarlo, in base agli ordini da loro ricevuti di disarmare l'esercito italiano all'indomani dell'8 settembre. Rimbotti ne abbatté tre prima di essere, a sua volta, ferito. Catturato e condannato a morte, dopo che aveva rifiutato di consigliare al suo Comando di battaglione la resa, Rimbotti era in attesa del plotone d'esecuzione. Ma la situazione si capovolse e furono i tedeschi che dovettero arrendersi agli italiani.
Il giovane ufficiale fu ricoverato all'ospedale militare di Gorizia, dove rimase sino al dicembre 1943. Era in via di guarigione, quando le autorità della appena costituita repubblica di Salò gli intimarono di riprendere servizio presso il 128º Reggimento di fanteria, al servizio degli occupanti. Rifiutando ogni collaborazione coi tedeschi, Rimbotti fece perdere le proprie tracce e, raggiunta l'Italia centrale, prese parte alla Guerra di liberazione come partigiano combattente. Dal luglio 1944 al luglio 1945 fu interprete presso un reparto inglese. 
Congedato nell'agosto del 1946, nel 1955 prese domicilio a Firenze. Qui organizzò la Sezione fiorentina dell'Associazione Combattenti dell'Esercito Italiano nella Guerra di Liberazione, divenendone presidente. In seguito, lasciato questo incarico, rimase nell'Associazione come presidente onorario nazionale.

## Onorificenze

### Altre onorificenze
- Cavaliere dell'Ordine al Merito della Repubblica Italiana, decreto P.R. 2 giugno 1960;
- Ufficiale dell'Ordine al Merito della Repubblica Italiana, decreto P.R. 27 dicembre 1969.

## Pubblicazioni
- Giuseppe Rimbotti, San Bernardino nell'iconografia milanese, "Bullettino di Studi Bernardiniani", Anno IV, n. 3-4, 1938 (XVII);
- Giuseppe Rimbotti, Salvo D'Acquisto. Un carabiniere da non dimenticare, Edizioni Paoline, Milano 1992.